# Sebastião Tapajós

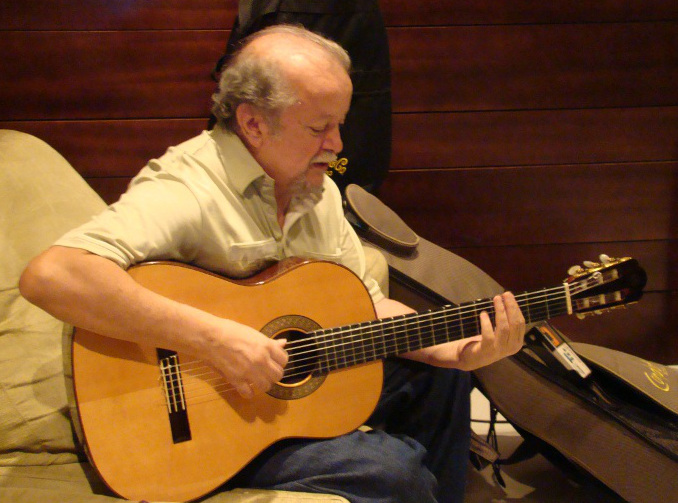
Sebastião Tapajós (2010)

Sebastião Tapajós, eigentlich Sebastião Pena Marcião, (* 16. April 1943 in Santarém, Pará; † 2. Oktober 2021 ebenda) war ein brasilianischer Gitarrist und Komponist.

## Leben
Nach eigenen Angaben wurde Sebastião Tapajós auf dem Weg von Alenquer, wo es einen Bauernhof der väterlichen Familie gab, nach Santarém geboren. Hier wurde er auch amtlich registriert, womit er als Santarenoer gilt.
Sebastião Tapajós begann als Kind Gitarre zu lernen und wurde dabei von seinem Vater unterrichtet. Im Alter von 10 Jahren spielte er bereits in Santarém in der Tanzkapelle Os Mocorongos. 1958 zog er nach Belém, wo er Unterricht in Musiktheorie und Harmonielehre nahm. 1964 ging er nach Europa, um am Conservatório Nacional de Música in Lissabon zu studieren und belegte zudem Kurse in Spanien bei Emilio Pujol.
Nach seiner intensiven klassischen Ausbildung ging Sebastião Tapajós nach Rio de Janeiro, wo er in seinen Kompositionen klassische Musik mit den Einflüssen der Música Popular Brasileira verband. Diese Verbindung war ein zentraler Schwerpunkt seiner Musik.
Während zahlreicher Konzertreisen durch viele Länder war er an der Seite vieler namhafter Musiker zu hören wie Astor Piazzolla, Baden Powell, Gerry Mulligan, Hermeto Pascoal, Maurício Einhorn, Oscar Peterson, Paquito D’Rivera, Paulo Moura, Sivuca, Waldir Azevedo oder dem Zimbo Trio.
Das Instituto Sebastião Tapajós, das sich für Kultur und Biodiversität des Amazonasgebietes einsetzt, wurde nach ihm benannt.

## Diskographie
- Violão e Tapajós, 1967, LP
- Bienvenido, 1973, LP
- Guitarra Latina, 1975, LP
- Guitarra Fantástica, 1976, LP
- Terra, 1976, LP
- Clássicos da América do Sul, 1977, LP
- Guitarra & amigos, 1977, LP
- Sebastião Tapajós / Djalma Corrêa / Pedro Sorongo Santos Xingú: Guitar & Percussion, 1979, LP
- Violão & amigos, 1979, LP
- Sincopando/Zimbo Trio convida Sebastião Tapajós. Sebastião Tapajós e Zimbo Trio, 1982, LP
- Guitarra criolla, 1982, LP
- Todos os sons. Maurício Einhorn & Sebastião Tapajós, 1984, LP
- Visões do Nordeste, 1986, LP/CD
- Painel, 1986, LP
- Villa-Lobos, 1987, LP
- Lado a lado. Gilson Peranzzetta e Sebastião Tapajós, 1988, LP/CD
- Brasilidade. Sebastião Tapajós e João Cortez, 1989, LP
- Terra Brasis, 1989, LP
- Reflections. Gilson Peranzzetta e Sebastião Tapajós, 1990, CD
- Instrumental no CCBB. Sebastião Tapajós, Gilson Peranzzetta, Maurício Einhorn e Paulinho Nogueira, 1993, CD
- Encontro de Solistas, 1993, CD
- Amazônia brasileira. Sebastião Tapajós e Nilson Chaves, 1997, CD
- Afinidades. Sebastião Tapajós e Gilson Peranzzetta, 1997, CD
- Ontem e sempre, 1997, CD
- Da minha terra. Jane Duboc e Sebastião Tapajós, 1998, CD
- Sebastião Tapajós interpreta Radamés Gnattali e Guerra-Peixe, 1998, CD
- Encontro com a Saudade, 1998, CD
- Lembrando Dilermando Reis, Bahamas, 1999, CD
- Do meu gosto. Sebastião Tapajós e Gilson Peranzzetta, 1999, CD
- Instrumental Caboclo, 1999, CD
- Solos da Amazônia, 2000, CD
- Solos, 2000, CD
- Acorde violão, 2000, CD
- Do Meu Gosto, 2001, CD
- Solos do Brasil, 2001, CD
- Choros e Valsas do Pará, 2002, CD